# Eurasiatismo

Bandera del movimiento eurasianista.

El euroasiatismo, euroasismo o eurasianismo es un movimiento político y cultural de Rusia, surgido principalmente en las comunidades de emigrantes. Sus principales teóricos fueron Nikolái Danilevski, Lev Gumiliov y Konstantín Leóntiev.[cita requerida]

## Historia

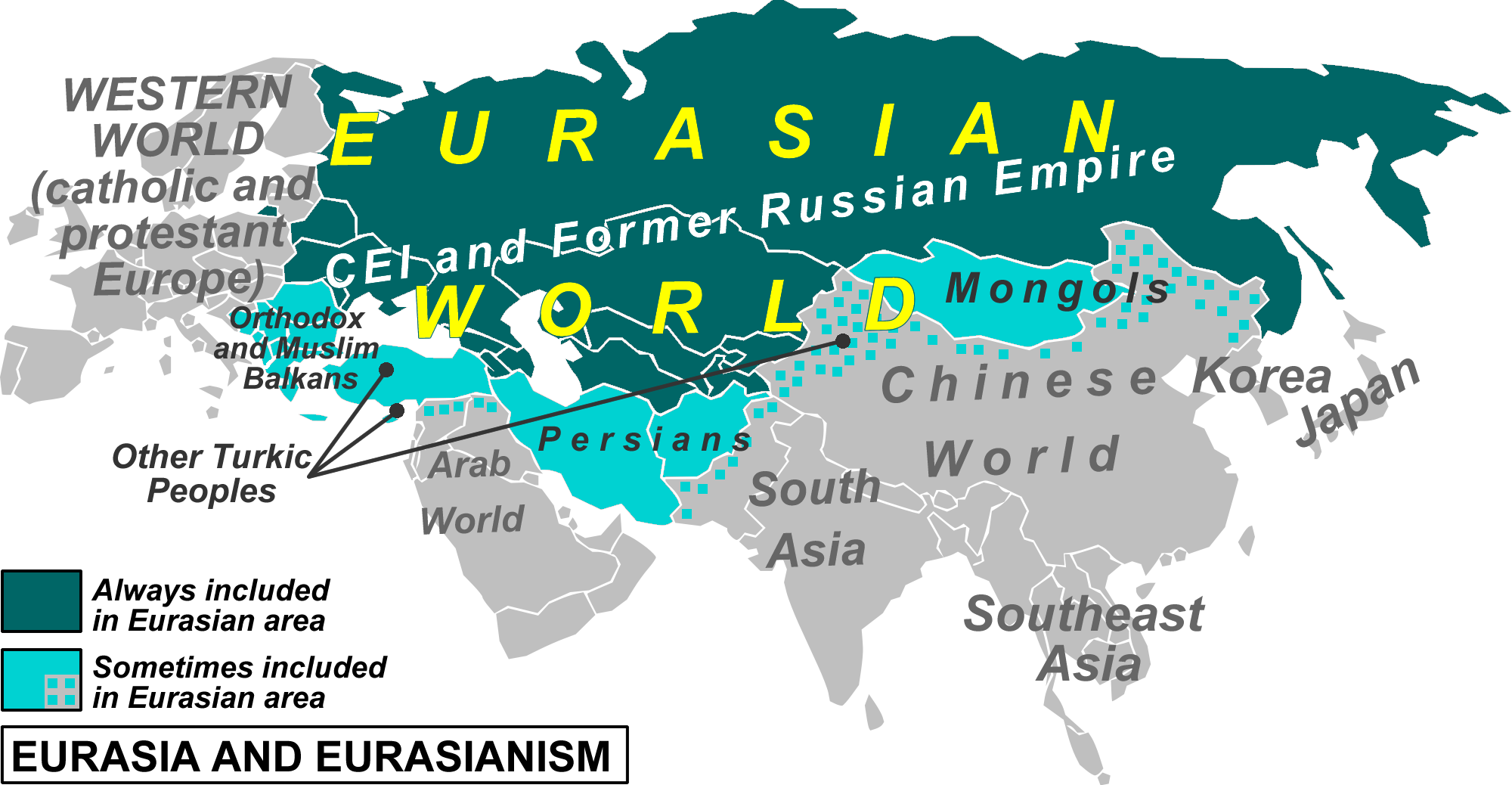
Espacio euroasiático, según diferentes acepciones del eurasianismo.

El eurasianismo nació dentro de la comunidad de refugiados y/o emigrantes que huían de la guerra civil rusa, en los primeros años tras la Revolución de Octubre de 1917. El movimiento defendía que la civilización rusa pertenecía a la categoría europea y que la Revolución de Octubre fue una reacción indispensable a la rápida modernización de la sociedad rusa. Entretanto, los adeptos al movimiento eurasianista eran contrarios tanto al ateísmo como al socialismo que los bolcheviques defendían, y abogaban por sustituir el gobierno soviético por una orden que desembocase en una autoridad religiosa separada de Europa.
La publicación, en Sofía en 1920, de la obra Europa y la humanidad por Nikolái Trubetskói, en la cual critica el eurocentrismo, da origen al surgimiento de la doctrina del eurasianismo, la base ideológica de los proyectos de la Unión Euroasiática y Unión Económica Euroasiática promovidos actualmente por Rusia.

## El neoeurasianismo
El neoeurasianismo es una corriente política que se popularizó en la década de 1990, tras la disolución de la URSS. Este "neoeurasianismo" considera que Rusia está más cercana cultural e históricamente a Asia que a Europa. Esta corriente se inspiró en la de la década de 1920 para establecer una nueva teoría. 
En 1992 el politólogo Jorge Verstrynge publicó El sueño eurosiberiano. Ensayo sobre el futuro de Europa.
Las acciones de Rusia en los últimos años, principalmente en conflictos como los de Georgia o Ucrania, han sido ejemplo de la influencia de las ideas neoeurasianistas, que valorizan el dominio ruso sobre el Cáucaso.
Según Javier Morales Hernández, profesor de Relaciones Internacionales en la Universidad Europea, Aleksandr Duguin es el defensor de esta corriente más conocido en la actualidad. El neoeurasianismo ha encontrado apoyos en personas de ideología muy diversas, desde la extrema derecha, nacional-bolcheviques, tradicionalistas ortodoxos o comunistas.
Objetivo cultural del neoeurasianismo según Aleksandr Duguin:

A nivel cultural, el objetivo principal del Proyecto Eurasianista de Rusia es la afirmación de un modelo pluralista, diferenciado, a múltiples niveles, y alternativo respecto a esquemas de unificación unidimensional ofrecidos por los partidarios del «globalismo bajo la influencia de Occidente». La uniformidad de la sociedad de consumo, formada bajo la impronta americana y fundada sobre el individualismo, fluye de forma inevitable hacia el desarraigo de una amplia variedad de elementos culturales, sociales, religiosos y étnicos. Rusia debe proclamar a escala mundial su propia misión de garante de la floreciente complejidad, como centinela de las relaciones entre las naturales y variados conjuntos humanos civilizados. La afirmación y conservación de esta variedad histórica de la vida cultural de los pueblos y de los Estados, como el fin supremo del Proyecto Eurasianista, de Rusia y a nivel de civilización
Aleksandr G. Duguin, Proyecto Eurasia, (2016)

### En Turquía
El neoeurasianismo ha conseguido un hueco entre ciertos sectores nacionalistas turcos en Turquía, aunque ha llegado a influenciar incluso a ciertos partidos de izquierda, por su contenido antiimperialista. Ciertos analistas afirman que tanto los ultranacionalistas como la élite secular de Turquía se aproximan cada vez más al eurasianismo.